# The Silent Avenger (1920)

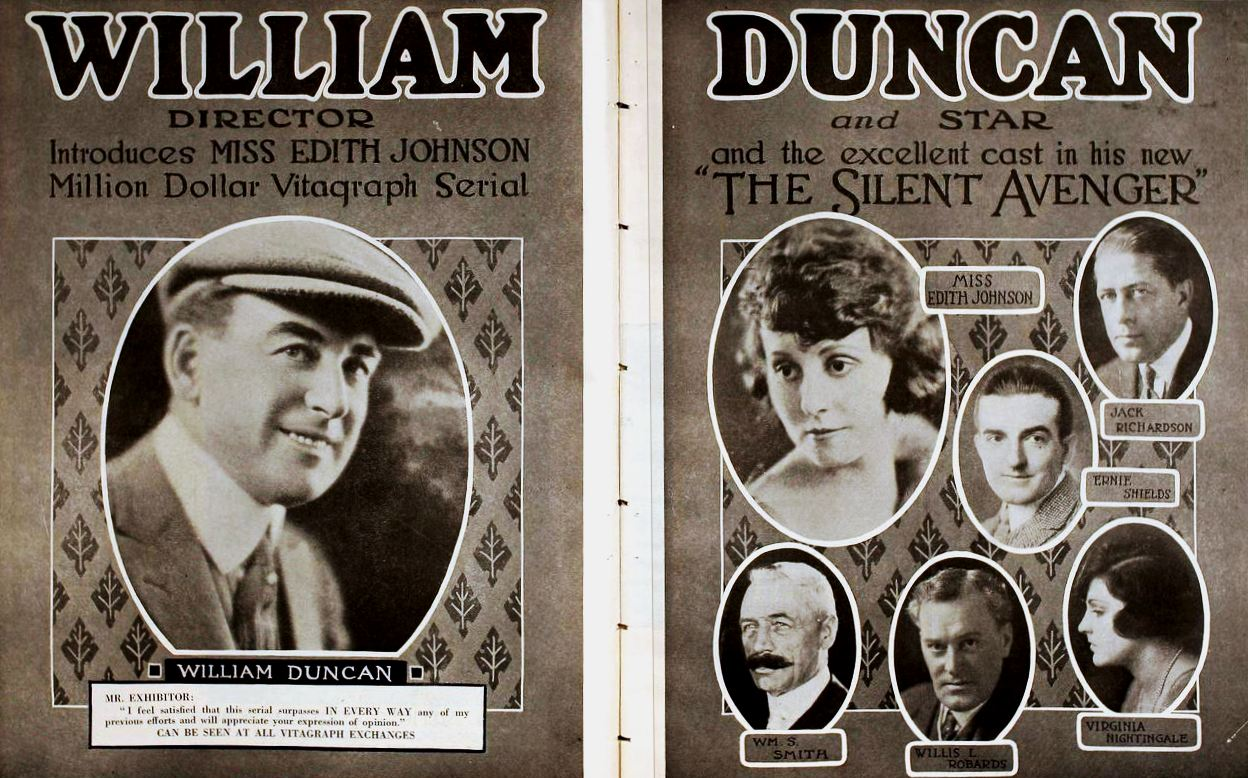

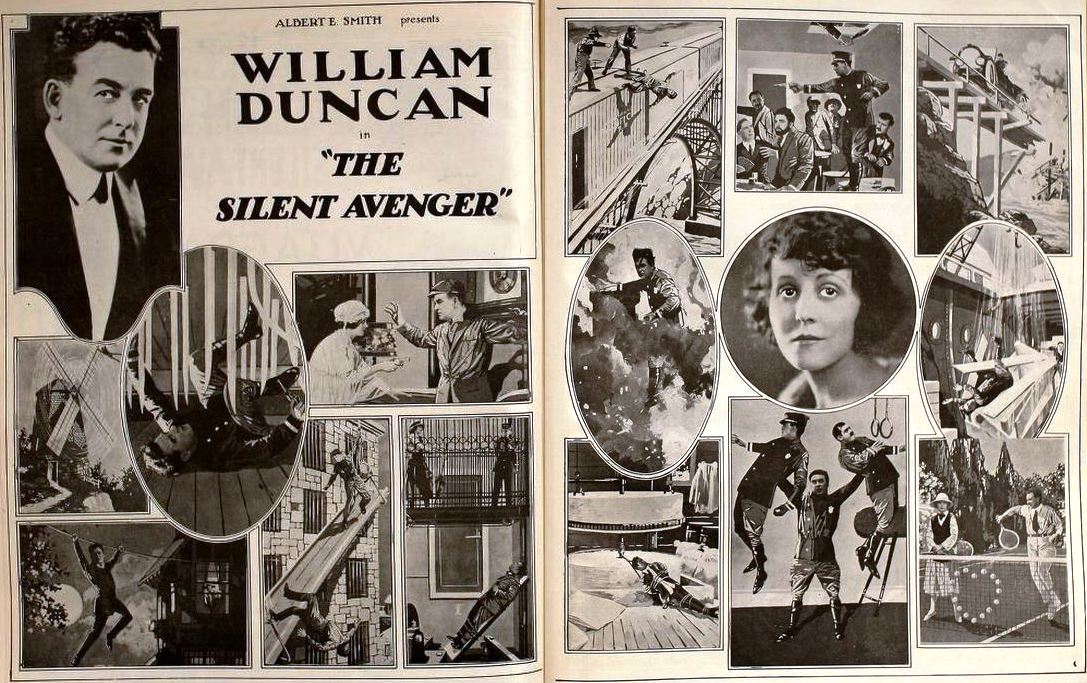
Anúncios de The Silent Avenger.

The Silent Avenger, também conhecido como For Love and Honor, é um seriado estadunidense de 1920, gênero aventura, dirigido por William Duncan, em 15 capítulos, estrelado por William Duncan, Edith Johnson e Jack Richardson. Produzido e distribuído pela Vitagraph Studios, veiculou nos cinemas estadunidenses entre 20 de abril e 27 de julho de 1920.
Este seriado é considerado perdido.

## Elenco
- William Duncan	 ...	Phil Read
- Edith Johnson[4]	 ...	Helen Durham
- Jack Richardson	 ...	Irving Somers
- Virginia Nightingale	 ...	Francine
- Ernest Shields	 ...	Jack Durham
- Willis Robards
- Willis S. Smith	 ...	John Durham

## Capítulos
1. The Escape
2. Fighting Back
3. Within the Noose
4. Tearing Through
5. Blotted Out
6. The Hidden Blow
7. Dynamite Doom
8. The Crusher
9. Into the Jaws
10. Blades of Horror
11. Shot Into Space
12. Facing Eternity
13. A Human Pendulum
14. The Lakes of Fire
15. The Final Trump

Fonte: 